# Nur-Sultan Challenger II 2021
Il Nur-Sultan Challenger II 2021 anche denominato Forte 125 Challenger è stato un torneo maschile di tennis giocato sul cemento indoor. È stata la quarta edizione del torneo e faceva parte della categoria Challenger 125 nell'ambito dell'ATP Challenger Tour 2021. Si è giocato al National Tennis Centre di Nur-Sultan, in Kazakistan, dal 1° al 7 marzo 2021. La settimana precedente si era tenuta nello stesso impianto la terza edizione del torneo, che era però di categoria Challenger 100.

## Partecipanti

### Teste di serie
| Nazionalità   | Giocatore            | Ranking* | Testa di serie |
| ------------- | -------------------- | -------- | -------------- |
| Corea del Sud | Kwon Soon-woo        | 81       | 1              |
| Finlandia     | Emil Ruusuvuori      | 85       | 2              |
| Kazakistan    | Michail Kukuškin     | 94       | 3              |
| Australia     | James Duckworth      | 100      | 4              |
| Giappone      | Tarō Daniel          | 120      | 5              |
| Russia        | Evgenij Donskoj      | 123      | 6              |
| Svizzera      | Henri Laaksonen      | 134      | 7              |
| India         | Prajnesh Gunneswaran | 138      | 8              |

* Ranking aggiornato al 22 Febbraio 2021.

### Altri partecipanti
I seguenti giocatori hanno ricevuto una wild card per il tabellone principale:
- Oleksandr Nedovjesov
- Timofej Skatov
- Denis Yevseyev

I seguenti giocatori sono passati dalle qualificazioni:
- Alibek Kachmazov (primo turno)
- Wu Tung-lin (quarti di finale)
- Vladyslav Manafov (secondo turno)
- Ryan Peniston (primo turno)

## Punti e montepremi
| Torneo    | Torneo              | V      | F      | SF    | QF    | 2T    | 1T    | Q | Q2  | Q1  |
| Singolare | Punti               | 125    | 75     | 45    | 25    | 10    | 0     | 5 | 2   | 0   |
| Singolare | Premi in denaro ($) | 21 600 | 12 720 | 7 530 | 4 380 | 2 580 | 1 560 | – | 780 | 390 |
| Doppio    | Punti               | 125    | 75     | 45    | 25    | –     | 0     | – | –   | –   |
| Doppio    | Premi in denaro ($) | 9 300  | 5 400  | 3 240 | 1 920 | –     | 1080  | – | –   | –   |

## Campioni

### Singolare
Tomáš Macháč ha sconfitto in finale  Sebastian Ofner con il punteggio di 4-6, 6-4, 6-4.

### Doppio
Nathaniel Lammons /  Jackson Withrow hanno sconfitto in finale  Nathan Pasha /  Max Schnur con il punteggio di 6-4, 6-2.